# Nishihara Takashi
Takashi Nishihara (sinh ngày 24 tháng 9 năm 1986) là một cầu thủ bóng đá người Nhật Bản.

## Sự nghiệp câu lạc bộ
Takashi Nishihara đã từng chơi cho Fagiano Okayama và Albirex Niigata Singapore.